# Zamek w Bobrownikach
Zamek w Bobrownikach – zamek obronny w Bobrownikach, wzniesiony prawdopodobnie przez piastowskiego księcia dobrzyńskiego Władysława Garbatego. Po wojnach polsko – krzyżackich siedziba starosty. Od XVIII wieku w ruinie.

## Historia
Zamek w Bobrownikach powstał prawdopodobnie ok. połowy XIV w. Jego fundatorem był książę dobrzyński Władysław Garbacz. Był siedzibą książęcą, starostów książęcych, wójtów krzyżackich i starostów królewskich. Zachowane krzyżackie inwentarze mówią o istnieniu w pobliżu zamku związanego z nim folwarku.

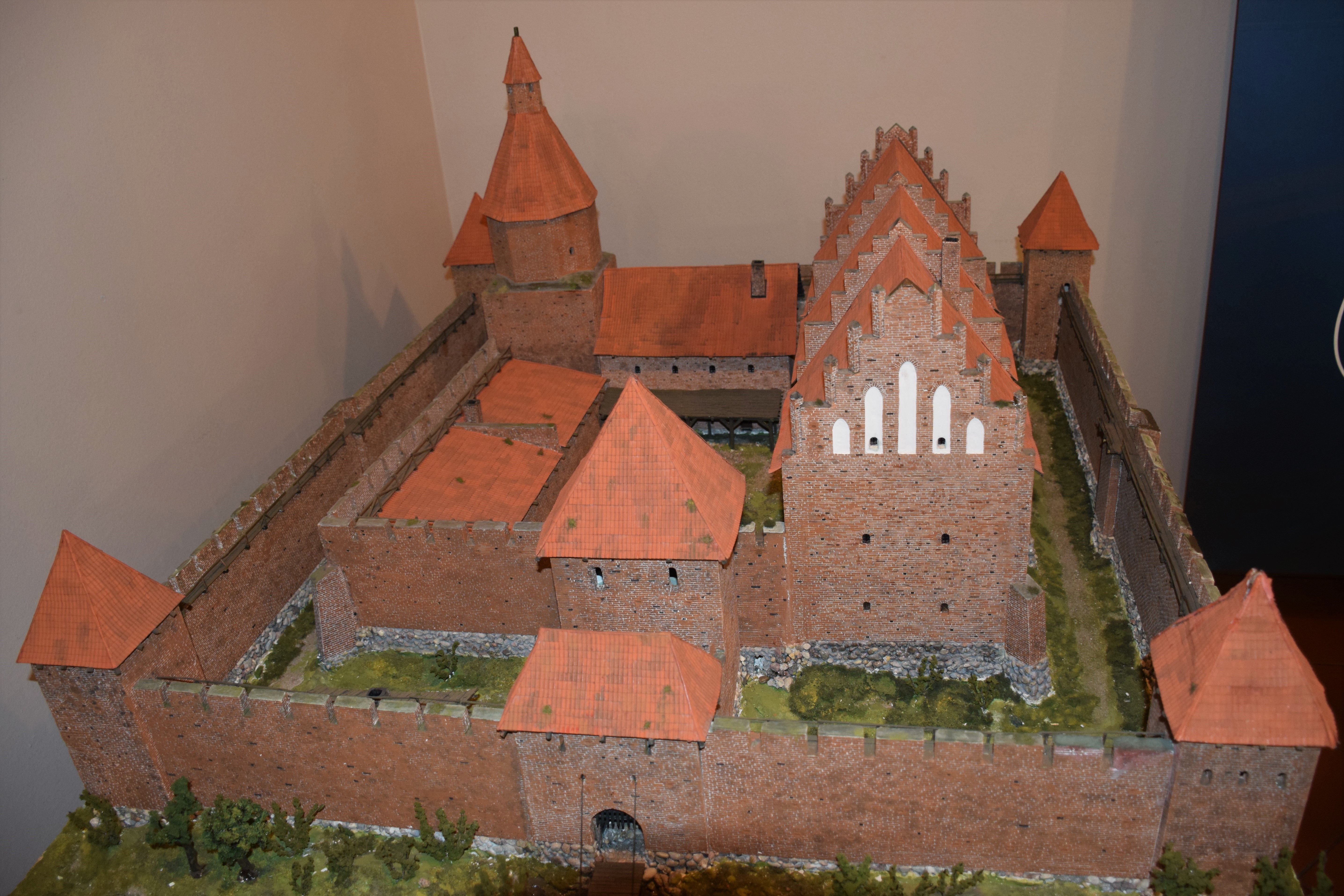
Makieta zamku

W 1377 zamek otrzymał od króla Ludwika Węgierskiego Władysław Opolczyk, ten sprzedał warownię w 1392 roku zakonowi krzyżackiemu.
W 1405 Władysław Jagiełło wykupił ziemię dobrzyńską razem z Bobrownikami z rąk Krzyżaków, jednak już cztery lata później po ataku na warownię i zburzeniu części murów przez artylerię krzyżacką przeszedł 28 sierpnia w ręce zakonne, po czym prawdopodobnie latem 1410 r. powrócił pod polskie władanie. Jego nadgraniczne położenie ponownie stało się przyczyną wielu inwestycji w modernizację obiektu; mimo tego obiekt, będący siedzibą starostów, nie odegrał już żadnej roli militarnej. W czasie wojny trzynastoletniej i walk z Zakonem w latach 1519–1521 urządzono w nim więzienie dla pojmanych rycerzy krzyżackich. Przesunięcie granicy państwowej ostatecznie pozbawiło budowlę strategicznej roli.
W czasie wojny 1655–1660 zamek wraz z archiwum grodzkim został spalony przez Szwedów, mimo to na początku XVIII był on jeszcze w niewielkim stopniu użytkowany. W drugiej połowie XVIII w. obiekt był już bardzo zniszczony. Ruiny do dziś nie mają gospodarza – trwają próby przejęcia zabytku przez gminę Bobrowniki – i ulegają dewastacji. Dodatkowym zagrożeniem dla nich są wylewy Wisły (przez kilkadziesiąt lat, do lat 80. XX wieku, ruiny znajdowały się na wyspie, oddzielone od prawego brzegu rzeki dziką odnogą).

## Architektura
Niewiele wiadomo na temat wyglądu warowni w czasach krzyżackich i późniejszych. Obiekt był dwuskrzydłowy, wzniesiony na planie kwadratu), otoczony murami obronnymi i fosą, z jedną bramą wjazdową oraz wieżą obronno-sygnalizacyjną. Dookoła rozmieszczone były budynki gospodarcze. Obecnie śladem dawniej świetności obiektu są jedynie elementy murów obronnych oraz wieży.

## Badania archeologiczne
- Tadeusz J. Horbacz z zespołem w latach 1976-1984 (Katedra Archeologii Uniw. Łódzkiego).